# MS Batory
 (mai 2019).
Le MS Batory était un paquebot transatlantique polonais construit aux chantiers Cantieri Riuniti dell'Adriatico de Monfalcone pour la Gdynia-America Line, un partenariat polono-danois. Mis en service en 1936, c'était un des premiers vaisseaux de prestige ayant appartenu à la Pologne. Il a eu pour sister-ship le MS Piłsudski (en). En septembre 1939, il se trouve à New-York lors du déclenchement de la Seconde Guerre mondiale et fut très vite réquisitionné par la Royal Navy pour servir à l'effort de guerre. Il a ensuite été loué pour ses nombreux succès de missions en tant que transport de troupes, d'évacuations et navire-hôpital. Il portait le surnom du Lucky Ship (le Bateau Chanceux).

## Seconde Guerre mondiale
Il participe à l'évacuation des troupes françaises, britanniques et polonaises à la suite de la bataille de Narvik, en Norvège, en 1940. Le 14 juin 1940 il débarque à Brest avec le III bataillon indépendant des Chasseurs de Podhale et un nombre de Français. Le 16 juin 1940 il entame une évacuation des ports français : d'abord de Saint-Nazaire à Plymouth avec plus de 2300 passagers, ce qui mène à une révolte de son équipage . Le 21 juin il arrive à  Saint-Jean-de-Luz, d'où il embarque de 2100 à 3000 personnes en route pour Plymouth. Ensuite il contourne l'Afrique et regagne la Nouvelle-Zélande.
En janvier 1942, il longe la côte de l'Afrique du Nord. Il participe à l'occupation d'Oran en 1942. La même année il transporte des troupes en Inde et revient pour l'occupation de la Sicile et le sud de la France, où il devient le navire du général Jean de Lattre de Tassigny. Le vaisseau est attaqué plusieurs fois depuis l'air et la côte, mais échappe à un dommage important, avant de revenir à Glasgow en mars. Ensuite il va deux fois au Canada. Entre le 27 novembre et le 6 décembre 1942 il transporte des troupes à Alger. Après une attaque aérienne italienne, il quitte l'Algérie pour revenir à Glasgow. Il se rend encore deux fois à Alger au début de 1943 toujours avec des troupes. Il passe une majeure partie de l'année 1943 dans la Méditerranée en préparation de l'invasion de la Sicile, s'arrête à Malte et continue l'évacuation des Européens d'Alexandrie.
Après des réparations à Bombay, il retourne en janvier 1944 dans la Méditerranée, où il fait encore onze voyages. Il circule entre Marseille, Naples et Alger.

## Après-guerre
Il fut rendu à la Pologne communiste et reprit son service transatlantique en 1946. Après un retrait de la ligne à la suite de tensions politiques en 1949 avec les États-Unis, il retrouve l'Atlantique Nord trois ans plus tard. 

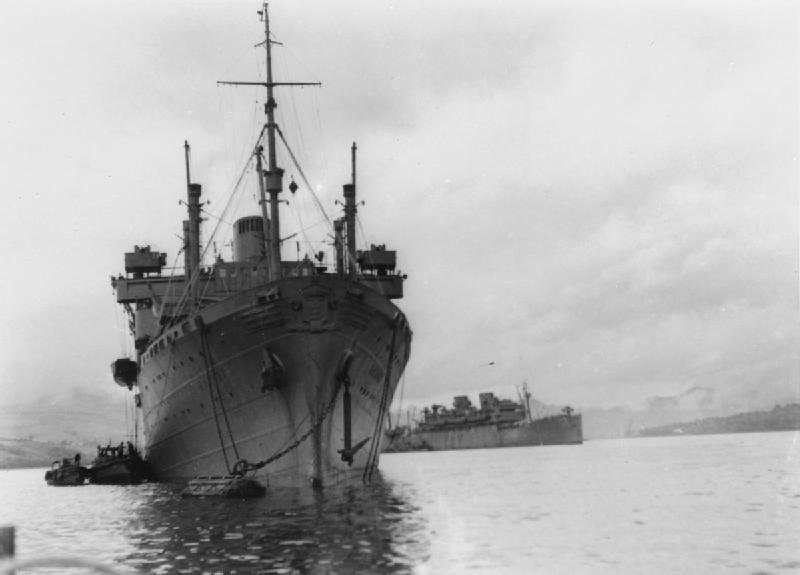
HMS Batory FL1582 pendant la Deuxième Guerre mondiale- photo de la Royal Navy

## En somme
Il a pris part aux occupations d'Alger et de la Sicile en 1942, à des voyages militaires aux Indes en 1943, à six mois de transports de troupes entre l'Égypte et l'Italie en 1943, et à la réoccupation du sud de la France.
Durant ses années de service, Batory a fait 444 croisières à travers les océans, d'abord entre l'Europe et New-York, ensuite pour la India Line et finalement pour la Canadian Line, avec un taux de plus de 270,000 passagers. Il a fait 75 croisières commerciales, d'innombrables voyages touristiques, ainsi que le transport d'enfants en Pologne pour leur vacances d'été, avec un total de 30 000 passagers. Durant les six ans de son service militaire, il a transporté 120 000 soldats. Il a visité environ 150 ports partout dans le monde. Il est démoli à Hong Kong en 1971.